# UFC Ultimate Fight Night 5
Ultimate Fight Night 5 fue un evento de artes marciales mixtas celebrado por Ultimate Fighting Championship el 28 de junio de 2006 en el Hard Rock Hotel & Casino, en Las Vegas, Nevada, Estados Unidos.

## Historia
Este evento contó con el debut del futuro campeón de peso medio de UFC Anderson Silva. También contó con la primera de 2 peleas entre los pesos welters Jon Fitch y Thiago Alves.

## Resultados
| Tarjeta principal  | Tarjeta principal | Tarjeta principal | Tarjeta principal   | Tarjeta principal                        | Tarjeta principal | Tarjeta principal | Tarjeta principal |
| Categoría          |                   |                   |                     | Método                                   | Ronda             | Tiempo            | Notas             |
| ------------------ | ----------------- | ----------------- | ------------------- | ---------------------------------------- | ----------------- | ----------------- | ----------------- |
| Peso medio         | Anderson Silva    | derr.             | Chris Leben         | KO (rodillazo)                           | 1                 | 0:49              |                   |
| Peso semipesado    | Rashad Evans      | derr.             | Stephan Bonnar      | Decisión (mayoría) (30–27, 29–28, 29–29) | 3                 | 5:00              |                   |
| Peso ligero        | Mark Hominick     | derr.             | Jorge Gurgel        | Decisión (unánime) (29–28, 29–28, 29–28) | 3                 | 5:00              |                   |
| Peso wélter        | Jonathan Goulet   | derr.             | Luke Cummo          | Decisión (mayoría) (30–27, 30–27, 29–29) | 3                 | 5:00              |                   |
| Tarjeta preliminar |                   |                   |                     |                                          |                   |                   |                   |
| Peso wélter        | Josh Koscheck     | derr.             | Dave Menne          | Decisión (unánime) (30–27, 30–27, 29–28) | 3                 | 5:00              |                   |
| Peso semipesado    | Jason Lambert     | derr.             | Branden Lee Hinkle  | TKO (parada médica)                      | 1                 | 5:00              |                   |
| Peso wélter        | Jon Fitch         | derr.             | Thiago Alves        | TKO (upkick y golpes)                    | 2                 | 4:37              |                   |
| Peso semipesado    | Rob MacDonald     | derr.             | Kristian Rothaermel | Sumisión (armbar)                        | 1                 | 4:01              |                   |
| Peso medio         | Jorge Santiago    | derr.             | Justin Levens       | KO (rodillazo y golpes)                  | 1                 | 2:13              |                   |

## Premios extra
- Pelea de la Noche: Jonathan Goulet vs. Luke Cummo
- KO de la Noche: Anderson Silva
- Sumisión de la Noche: Rob MacDonald